# 严梅和
严梅和（1910年—？），女，江苏无锡人，中国化学家，曾任北京师范大学教授，第三届全国人大代表，第五、六届全国政协委员。